# Лайко, Александр Васильевич
Александр Васильевич Лайко (21 февраля 1938, Москва) - русский поэт, переводчик, издатель.

## Биография
Родился в Москве 21 февраля 1938 года. Окончил Московский Государственный Библиотечный институт. Профессиональное становление поэта относится ко времени появления литературной студии молодёжного клуба «Факел», возникшего в Москве, у Харитонья в переулке, во времена студёной оттепели конца пятидесятых.
В этой литературной студии собрался почти весь московский андеграунд задолго до выступлений поэтов Маяковки. Здесь можно было встретить молодых тогда Михаила Агурского, Юрия Карабчиевского, Семёна Гринберга, Станислава Красовицкого, Валентина Хромова, Леонида Черткова, Андрея Сергеева, Генриха Сапгира, Игоря Холина и многих других талантливых поэтов, прозаиков, драматургов.
Александр Лайко сближается с поэтами Генрихом Сапгиром и Игорем Холиным, учениками Е.Л. Кропивницкого, основателя и главы «лианозовской школы» поэзии и живописи.
К нему вместе с новыми и старшими друзьями он ездит на Долгопрудную, а оттуда – обязательно в лианозовский барак к художнику Оскару Рабину, будущему главе московских художников-авангардистов.
В предисловии Генриха Сапгира к книге Александра Лайко «Анапские строфы» сказано: «Поэт примыкает к «лианозовской школе» - и географически, и биографически...».
В 1957 году Александр Лайко участвует в Первом съезде молодых писателей, где руководителю семинара маститому поэту, певцу комсомольцев-добровольцев, Евгению Долматовскому почудилось что-то чуждое, идейно вредное в стихах молодого поэта, и он просто сдает его представителю известного ведомства. Но советский классик излишне перестраховался. Времена немного изменились и дальше угроз гебешника ничего не последовало. Даже из института поэта не исключили, правда, жизнь его заметно осложнилась.
В Советском Союзе поэт мог публиковать только детские стихи и переводы. В переводе Лайко в Чувашском книжном издательстве в 1980 году была издана книга для детей «Друзья Нарспи» чувашского поэта Г. Ф. Юмарта. Ни одной строки «взрослой» поэзии в то время опубликовано не было. С середины семидесятых Александр Лайко начал печататься в русскоязычных эмигрантских журналах «22», «Время и мы» и других изданиях, а после перестройки в отечественных – «Апрель», «Знамя», «Кольцо «А», «Дети Ра» и др.
С 1990 года живет в Берлине.

## Участие в творческих и общественных организациях
Член Союза писателей Москвы, член Союза писателей СССР, член немецкого ПЕН-клуба, редактор русско-немецкого литературного журнала «Студия/Studio», участник антологий «Самиздат века», «Русские стихи 1950-2000», автор четырёх поэтических книг: «Анапские строфы», Москва,1993, «Московские жанры», Мюнхен,1999, «Другой сезон», Берлин, 2001, «Картины», Мюнхен, 2014. Член Содружества русскоязычных литераторов Германии (СЛоГ).